# José Leitão de Barros
Pour les articles homonymes, voir Barros.
José Leitão de Barros, né le 22 octobre 1896, mort le 29 juin 1967, est un réalisateur et metteur en scène portugais.

## Biographie
Formé à l'Université de Lisbonne, José Leitão de Barros a commencé sa carrière de réalisateur dès 1918, dans le domaine du documentaire et de la fiction. Il était également metteur en scène, mais aussi journaliste, professeur et peintre. Il a réalisé en 1931 le premier film parlant de l'histoire du cinéma portugais, A Severa, retraçant la vie de la chanteuse de fado Maria Severa Onofriana. Son film Camoes a été présenté au Festival de Cannes 1946, et Ala-Arriba! a été récompensé à la Mostra de Venise en 1942. Il est considéré avec Robert Flaherty comme un des pionniers de l'ethnofiction.

## Filmographie
- 1918 : Mal de Espanha
- 1918 : O Homem dos Olhos Tortos (pt) (inachevé)
- 1918 : Malmequer
- 1918 : Sidónio Pais - Proclamação do Presidente da República (perdu)
- 1929 : Nazaré, Praia de Pescadores (une partie est perdue)
- 1927 : Festas da Curia
- 1930 : Lisboa, Crónica Anedótica (pt)
- 1930 : Maria do Mar (pt)
- 1931 : A Severa
- 1935 : As Pupilas do Senhor Reitor (pt)
- 1936 : Bocage
- 1936 : Las Tres Gracias
- 1937 : Maria Papoila
- 1937 : Legião Portuguesa
- 1937 : Mocidade Portuguesa
- 1939 : Varanda dos Rouxinóis
- 1939 : A Pesca do Atum
- 1942 : Ala-Arriba!
- 1942 : A Póvoa de Varzim
- 1944 : La Reine morte (Inês de Castro)
- 1946 : Camões
- 1949 : Vendaval Maravilhoso (pt)
- 1960 : Comemorações Henriquinas
- 1961 : A Ponte da Arrábida Sobre o Rio Douro
- 1962 : Escolas de Portugal
- 1966 : A Ponte Salazar Sobre o Rio Tejo

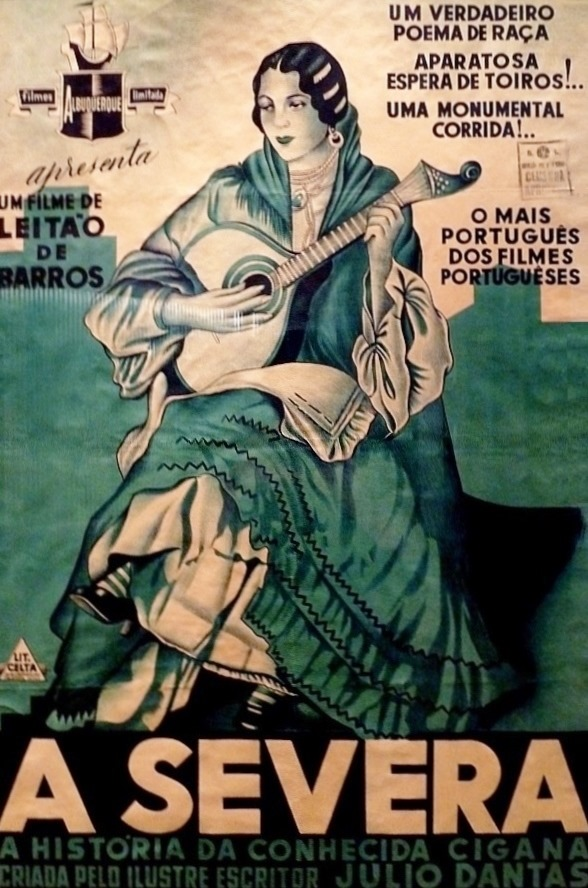
Affiche de A Severa (1931).
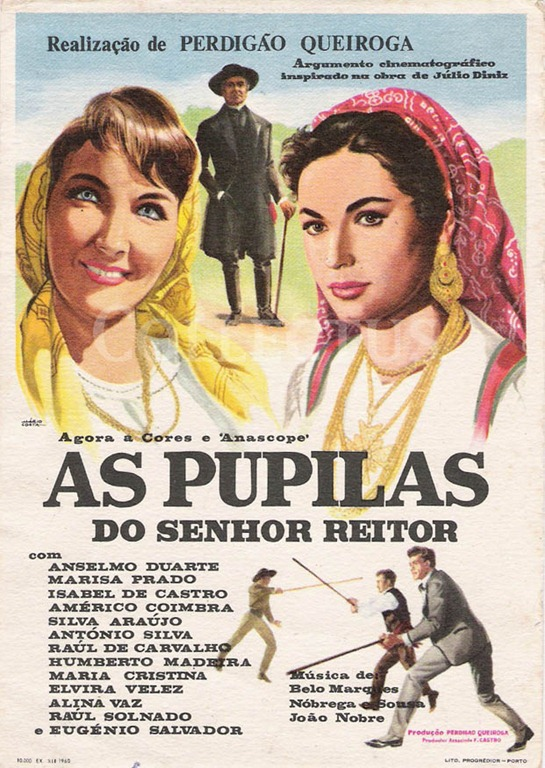
As Pupilas do Senhor Reitor (pt) (1935)
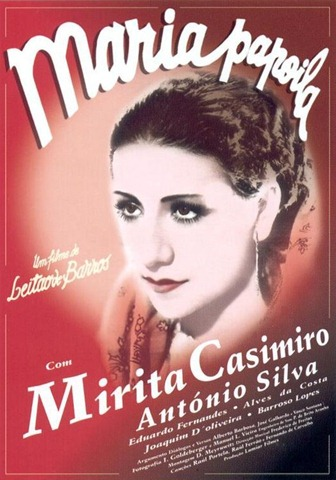
Affiche de Maria Papoila (1937).